# Skander Yamil Azmani
Skander Yamil Azmani (21 de junio de 1992) es un deportista argelino que compite en atletismo adaptado. Ganó cuatro medallas en los Juegos Paralímpicos de Verano, en los años 2020 y 2024.

## Palmarés internacional
| Juegos Paralímpicos | Juegos Paralímpicos | Juegos Paralímpicos | Juegos Paralímpicos |
| Año                 | Lugar               | Medalla             | Prueba              |
| ------------------- | ------------------- | ------------------- | ------------------- |
| 2020                | Tokio (Japón)       | Medalla de oro      | 400 m T13           |
| 2020                | Tokio (Japón)       | Medalla de plata    | 100 m T13           |
| 2024                | París (Francia)     | Medalla de oro      | 100 m T13           |
| 2024                | París (Francia)     | Medalla de oro      | 400 m T13           |